# Prognometer
De prognometer was een toestel, ontwikkeld door de Poolse wiskundige Hoene Wronski, opgevat als een soort compendium van alle bestaande kennis die elke eraan gestelde vraag kon beantwoorden, ook als het betrekking had op de toekomst.
Na Wronski's dood vond de Franse occultist Éliphas Lévi het toestel terug in een rommelwinkel. Lévi vernoemde in zijn beschrijving van deze 'filosofische machine' dat het de vorm had van de Hebreeuwse letter Shin, twee koperen bollen met daarboven twee driezijdige piramides (symbolen voor de menselijke en de goddelijke kennis), een wiel met de tekens van de dierenriem met daarin tweeëndertig deuren, 'elk met de namen van de drie wetenschappen'.
Er zou een exemplaar van dit toestel in een museum in Parijs staan.
Deels op de prognometer baseerde de Franse erudiet en musicoloog Alexandre Saint-Yves d’Alveydre zijn archeometer.

## Bron
- Christopher Partridge (editor): The Occult World, Routledge; 1st edition, 2016

1. ↑  Partridge.